# Titularbistum Chalcis in Europa
Chalcis in Europa (ital.: Calcide di Europa) ist ein Titularbistum der römisch-katholischen Kirche.
Es geht zurück auf das spätantike Bistum von Chalkis in der römischen Provinz Europa in der Diözese Thracia im europäischen Teil der heutigen Türkei.
| Titularbischöfe von Chalcis in Europa |                                           |                                                               |                   |               |
| Nr.                                   | Name                                      | Amt                                                           | von               | bis           |
| 1                                     | Antonius Albergotti                       |                                                               | 17. November 1755 |               |
| 2                                     | Luiz Antônio dos Santos Titularerzbischof | emeritierter Erzbischof von São Salvador da Bahia (Brasilien) | 26. Juni 1890     | 11. März 1891 |